# Berlandina apscheronica
Berlandina apscheronica – gatunek pająka z rodziny worczakowatych.
Gatunek ten został opisany w 1984 roku przez Pietra Dunina.
Znaleziona w Kazachstanie samica ma długość 6,2 mm, w tym 2,75 mm karapaksu. Karapaks brązowy z ciemnymi znakami. Sternum żółtobrązowe z brązowym brzegiem. Odnóża i nogogłaszczki żółtobrązowe. Odwłok szarobrązowy z wierzchu i szary pod spodem. Epigynium o łukowatej przedniej krawędzi oraz głębokim i szerszym niż u B. caspica przedsionku. Przewody spermatek zakręcone.
Gatunek palearktyczny, notowany z Azerbejdżanu, Rosji i Kazachstanu z okolic Zajsanu w obwodzie wschodniokazachstańskim.